# Osmansko osvajanje Bosne
Osmansko osvajanje Bosne bio je stoljeće i pol dugi osvajački ratni proces. Usprkos uzrečici Bosna šaptom pade, to se nije tako dogodilo. Vjerojatno je izreka nastala zbog vremenski malog razmaka između osvajanja glavnih gradova u završnoj fazi osvajanja.
Turska se prisutnost osjećala u Bosni davno prije nego što je ona konačno pala pod Turke. Još prije Kosovske bitke (1389.) turski su odredi provaljivali u pogranične krajeve bosanske države. To se osobito pojačalo nakon što su Turci osvojili Skoplje (1392.) i u njemu ustanovili sandžakat; njegovi su se upravitelji uplitali u međusobne sporove bosanskih velikaša pa su često nastupili i kao sudci u njima. Godine 1415. pomogli su Bosancima u bitci sa Sigismundom u Usori.
Nakon osvajanja Srbije, Turci su namjeravali napasti Bosnu. Osmanlije su provaljivali u Bosnu preko Drine. Napadači su bili islamizirani etnički Bugari, Srbi i Albanci, a ne Turci niti ikoji Azijati kako bi se isprve pomislilo. Bosanski velikaši su u početku istjerivali osmanske uljeze. Bosanski vojvoda Vlatko Vuković borio se protiv Osmanlija na Kosovu Polju i povlačenje s bojišta prošlo je bez težih posljedica.
Srpski vladar Stefan Lazarević (oko 1377. – 1427.) bio je osmanski vazal no nakon nekog vremena otklonio se od osmanskih gospodara, pa je od ugarsko-hrvatskog kralja dobio Beograd, Mačvu, neke posjede u Ugarskoj, ali i dio BiH - Srebrenicu. Bosanski velikaši u svoje bitke upleću osmanske plaćenike. Hrvoje Vukčić Hrvatinić je 1415. uz pomoć osmanskih plaćenika pobijedio ugarsko-slavonskog bana Pavla Čupića. Od tad se oni sve češće miješaju u političke odnose u Bosni, potiču razmirice među bosanskim velmožama, sudjeluju u razmiricima i postupno ih pretvaraju u svoje porezne obveznike. Osmanska taktika akindžijskog ratovanja sve više dolazi na djelo. Akindžijske pljačke i palež nanijele su tešku štetu opljačkanim krajevima, koji su nakon njihovih provala ostajali pusti te ih jenakon nekoliko godina lako bilo osvojiti. Bosanski kralj Tvrtko II. nalazio se u teškim prilikama. Morao je plaćati Turcima godišnji danak od 1429. godine, kad im se obvezao.
Tvrtko II. se obvezao da će im plaćati godišnji danak od 25.000 dukata i ustupio im neke gradove.
Neplaćanje ili nevjernost Osmanlije su kažnjavali su pojačanim uhođenjima ili zaposjedanjem dijelova zemlje. Bosanski franjevci izvijestili su 1437. u Rim da su im Osmanlije zapalile 16 nastambi u dvije godine. Kako je zemlja bila u neprestanim ratovima, nije bilo novaca da se danak plaća redovno, zato je kralj umjesto danka Osmanlijskom carstvu morao prepustiti neke tvrđave na istoku zemlje. Time su Turci dobili dobar položaj iz kojeg su poduzimali navale i pljačke, a ujedno su i malo pomalo islamizirali bosansko plemstvo. 
Turci su osvojili neke vojnički važne bosanske klance; držali su u svojim rukama okolicu Sarajeva i utvrđeni Hodidid (u župi Vrhbosni) a na istoku Srebrenicu i više mjesta uz Drinu.
Našto poslije Osmanlije su osnovale istočno od Sarajeva Bosansko krajište s vojnom utvrdom Hodidjedom. Upravnu jedinicu Bosanskokrajište osnovali su u rzadoblju kad su se ustalili u Bosni, između 
1448. i 1451. godine. No uz svu ozbiljnost položaja, među bosanskim plemstvom je vladala svađa. Tvrtka je 1443. naslijedio nezakoniti sin Stjepana Ostoje, Stjepan Tomaš. 
Smederevo u Srbiji se predalo bez borbe 1459., čime je sultan Mehmed II. okončao osvajanje Srbije. Zatim su se mogli sasvim posvetiti Bosni. Zaposjeli su bosanski rudarski bazen s gradovima Srebrenicom i Zvornikom.
1461. je na vlast došao Stjepan Tomašević, sin Stjepana Tomaša. Stjepan je uskratio plaćanje danka sultanu, jer se uzdao pomoći pape i Matije Korvina, ugarsko-hrvatskog kralja.
Dok je Korvin bio zauzet pregovorima s njemačkim carem Fridrikom III., sultan Mehmed II. je provalio 1463. u Bosnu s 150 000 vojnika. Po odlasku bosanskih izaslanika iz Carigrada, gdje im je obećano petnaestogodišnje primirje, Osmanlije su ubrzo preko Skoplja, Kosova i Sjenice krenuli na Bosnu. Zauzeli su Podrinje. Iz Podrinja su Osmanlije provalili u srednju Bosnu i nakon tri dana opsade, 19. – 21. svibnja, predao im se utvrđeni grad Bobovac, prijestolnicu kraljevine Bosne. Ranije ga je napustio bosanski kralj i sklonio se u Jajce. Glas o padu Bobovca stvorio je strah i pomutnju u cijelu zemlju i među posadama u tvrđavama. Još prije osmanske opsade Jajca, kralj Stjepan II. Tomašević sklonio se u Ključ. 
Tvrdi grad Bobovac, opkoljen 19. svibnja, predao se Turcima 21. svibnja 1463. godine. Pred turskom opasnošću kralj Stjepan Tomašević sklonio se u Jajce, a odatle se uputio prema Hrvatskoj, nadajući se prikupiti neku pomoć, ali je u Ključu na rijeci Sani bio opkoljen. 
Kraljica majka Katarina pobjegla je u Dubrovnik, a kasnije u Rim. Kraljev polubrat Sigismund i polusestra Katarina su odvedeni u tursko ropstvo, a žena kralja Stjepana Jelena je pobjegla u Split, a odatle u Tursku, gdje je živjela do 1495.
Mahmud-paša Angelović mje pismeno zajamčio kralju da će biti oslobođen te ga nagovorio na predaju. Budući da je Mahmud-paša Anđelović obećao kralju Tomaševiću sigurnost života i slobodu, te se kralj se predao Turcima. Tako su u vrlo malo vremena Osmanlije osvojili tri glavna grada bosanske države: Bobovac, Jajce i Ključ.
Dok je trajala opsada i pregovori, Mehmed II. došao je pod Jajce gdje su doveli bosanskog kralja, kojega je prisilio zapovijediti gradu i ostalim tvrđavama da se predaju bez borbe. Sultan je zapovijedio pravnim tumačima proglasiti Angelovićevo jamstvo koje je dao kralju nevažećim te da kralja pogube. U kratkom razdoblju se najvećma mirnim putem, predalo više od 70 gradova i utvrda. Tako je prijevarom i vjerolomstvom pala Bosna. Po ljetopiscu Dlugosu Turcima se predalo 70 bosanskih gradova, po jednom talijanskom izvješću 117, a po Kristobulu nešto manje od 300. Tada su Turci, po različitim podatcima, 100.000 domaćeg stanovništva odveli u zarobljeništvo i 30.000 mladića u janjičare. 
Svi suvremeni izvjestitelji i ljetopisci vojnog pohoda na Bosnu 1463. ispustili ili zanemarili su odvođenje stanovništva iz zemlje, a naglasak stavili na pustošenja, razaranja i golemi ratni plijen.
Uz kralja dao je sultan pogubiti i sve najznačajnije bosanske velikaše. Aristocid je bila smišljena taktika. Time su spriječili da se Bosansko Kraljevstvo nikad više ne obnovi. Uklonili su kralja. Nasljednike tj. kraljevu djecu su odveli u Carigrad i prisilno preveli na islam. Da ne bi tko po krvnom srodstvu s kraljevom obitelji tražio prijestolje ili da po ugledu prvog među najjačima ne stvori neku novu državnu tvorevinu, pobili su sve visoko bosansko plemstvo. Time su osmanski osvajači zameli trag Bosni sve do novijih vremena. Bosanska sudbina bila je praksa koju su osmanski osvajači primijenili u svim krajevima koje su osvojili, a to je svojedobno bilo oko 40 suvremenih država. Osmanlije su u svim osvojenim željeli prekinuti svaku vezu s bivšim sustavom i ljudima, te sve započeti iznova po svom nahođenju.
Turski pokušaj da tada osvoje i Hercegovinu ostao je bez uspjeha. Od susjednih država i vladara ugroženoj Bosni nije nitko priskočio u pomoć. Pokušaj pape Pija II. da osobno povede križarsku vojnu za oslobođenje Bosne propao je njegovom smrću u Anconi 19. srpnja 1464. godine. Kralj Stjepan Tomašević je pogubljen pod Jajcem, nakon što je izdao zapovijed o predaji svojih gradova turskom osvajaču.
Sudbina stanovnika zauzetih gradova i utvrda imala je tri moguća ishoda. Dio stanovnika ostavio je sultan Mehmed II. u gradovima, dio je sultan darovao svojim zapovjednicima kao roblje, treći dio poslao je u Carigrad i dalje u Aziju (, kako bilježi grčki kroničar Leonicus Chalcocandyles).
1463. Bosna nije bila konačno i potpuno osvojena, jer su znatan dio bosanskog područja povratili u kršćanske ruke dijelom hrvatsko-ugarska država a dijelom Vladislav Kosača.
Jajački franjevci nisu mirovali nego su organizirali izgon Osmanlija iz grada.
Matijaš Korvin se iste godine uputio na vojnu preotevši tom prigodom Turcima Jajce, a nešto kasnije i čitavu sjevernu Bosnu. Na oslobođenom području je organizirao Jajačku i Srebreničku banovinu. Svoj položaj Matijaš je pokušao ojačati obnovom Bosanskog kraljevstva, za čijeg je kralja postavio Nikolu Iločkog. Njegova je glavna zadaća trebala biti suprotstavljanje Turcima i njihovo istjerivanje iz Bosne. 
Tako su katolici ostali slobodni više od 50 godina u sklopu tzv. Jajačke banovine. 
Nakon Nikoline smrti, Matijaš je još jednom pokušao istjerati Turke iz Bosne, prodrijevši sve do Sarajeva. No ova je vojna imala tek privremen uspjeh. Nakon što je 1482. u turske ruke pala i Hercegovina, Korvin je prestao oslobađati bosanske krajeve.
Završetak osmanskog osvajanje današnjeg područja BiH dovršeno je padom Bihaća u osmanske ruke 19. lipnja 1592. godine.
Nakon osmanskog osvajanja Bosne i Hercegovine islamizirano lokalno stanovništvo preuzima naziv Osmanlije te naredna organiziraju tri stoljeća provale, pljačke i zauzimanja prema sjeverozapadu. Bosna i nešto poslije Hercegovina ušle su u sastav osmanske države u kojoj su službeno ostale do u 20. stoljeće.